# Valle del Lago Salado

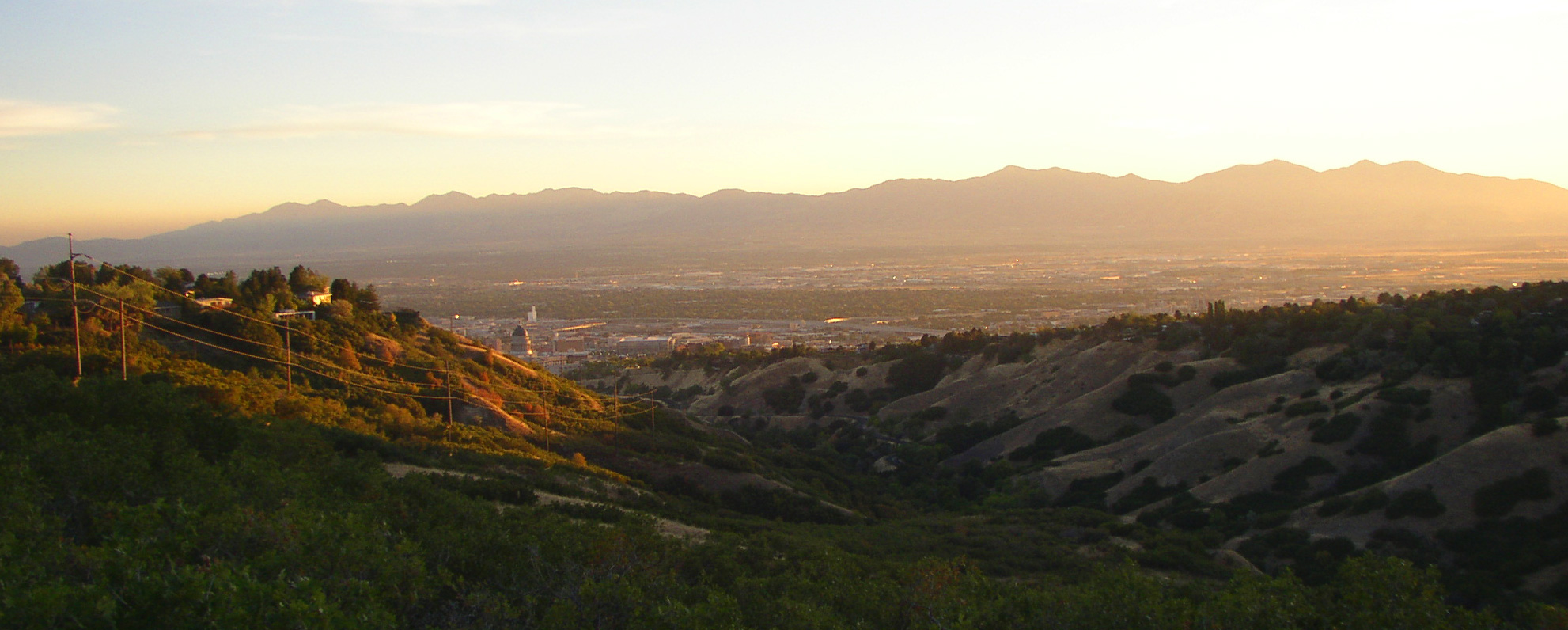
Parte del valle del Lago Salado con la sierra Oquirrh al fondo, como se ve desde el suroeste del cañón de City Creek.

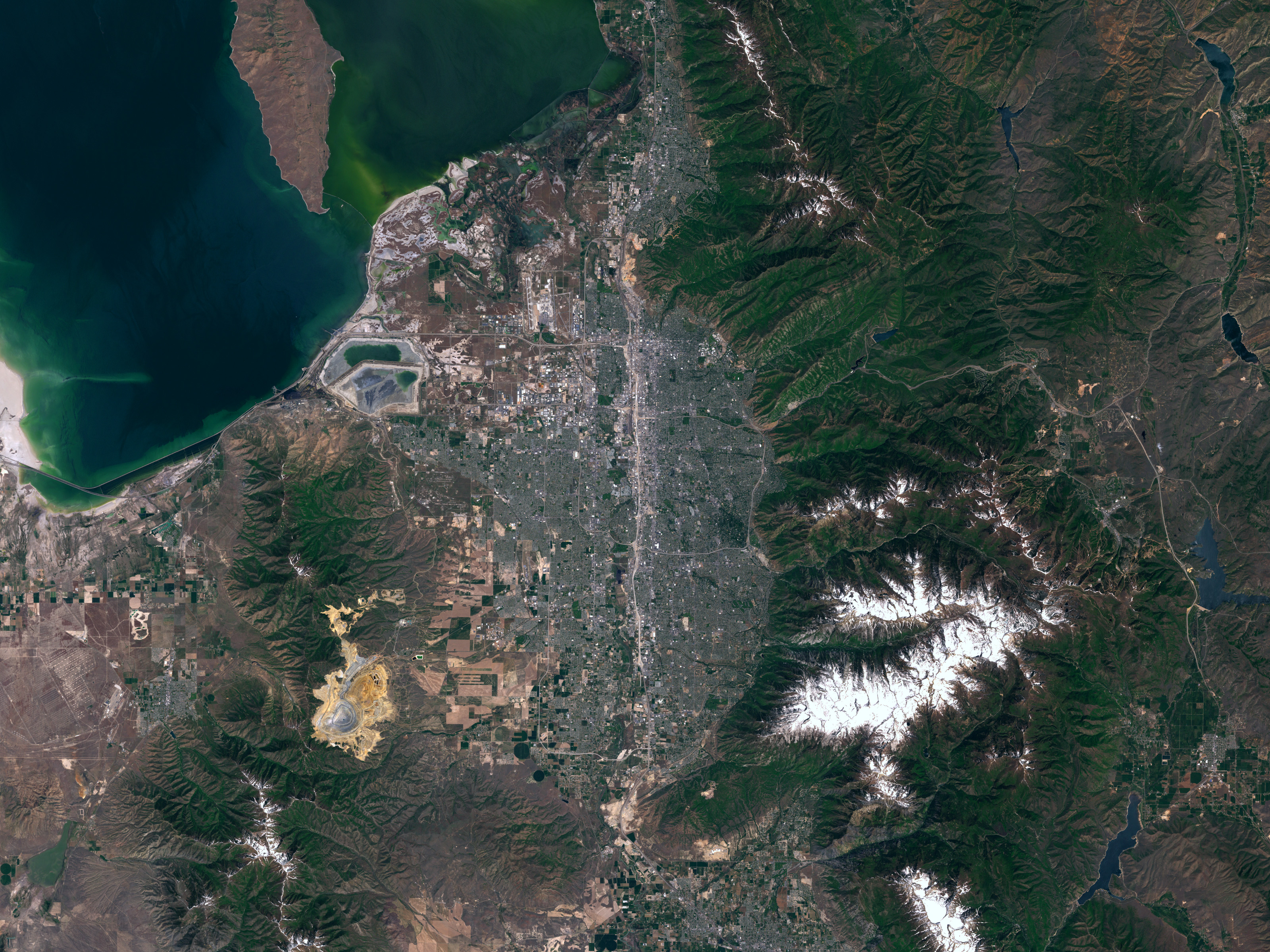
Valle del Lago Salado desde el espacio.

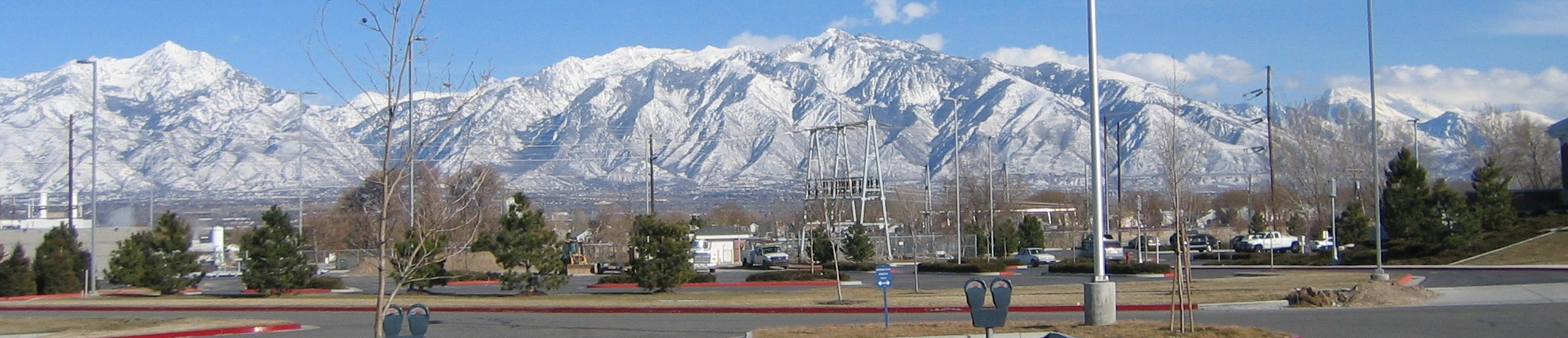
Los picos Gemelos con una altura de 2164 m se levanta desde el valle.

El valle del Lago Salado es un valle de unos 1 300 km² ubicado en el condado del Lago Salado al norte de la porción centro-norte del estado estadounidense de Utah. En él se ubica la Ciudad del Lago Salado y otras poblaciones suburbanas, principalmente el West Valley City, Murray, Sandy y West Jordan; su población total es de un 1,029,655 para el año 2010. Brigham Young lo denominó el lugar, cuando el y sus discípulos llegaron a Utah después de haber recorrido otros estados.
El valle está rodeado en cada dirección excepto por el noroeste por montañas abruptas que en algunos puntos se levantan unos 2 200 m desde la base del valle. Está prácticamente rodeado por las Wasatch al este, la Montañas Oquirrh al oeste, la Sierra Traversa al sur y el Gran Lago Salado al noroeste, con los picos de la Isla Antílope visibles.